# Adriaen Roothaes
Adriaen Roothaes (ook wel Adriaan Roothaas) (Haarlem, < 1620 - voor de kust van Ceylon, 1672) was een zeeman die vocht in de Slag bij Livorno. Daarna was hij admiraal in dienst van de VOC, en van 1661 tot 1672 commandeur van Galle in Ceylon.

## Slag bij Livorno

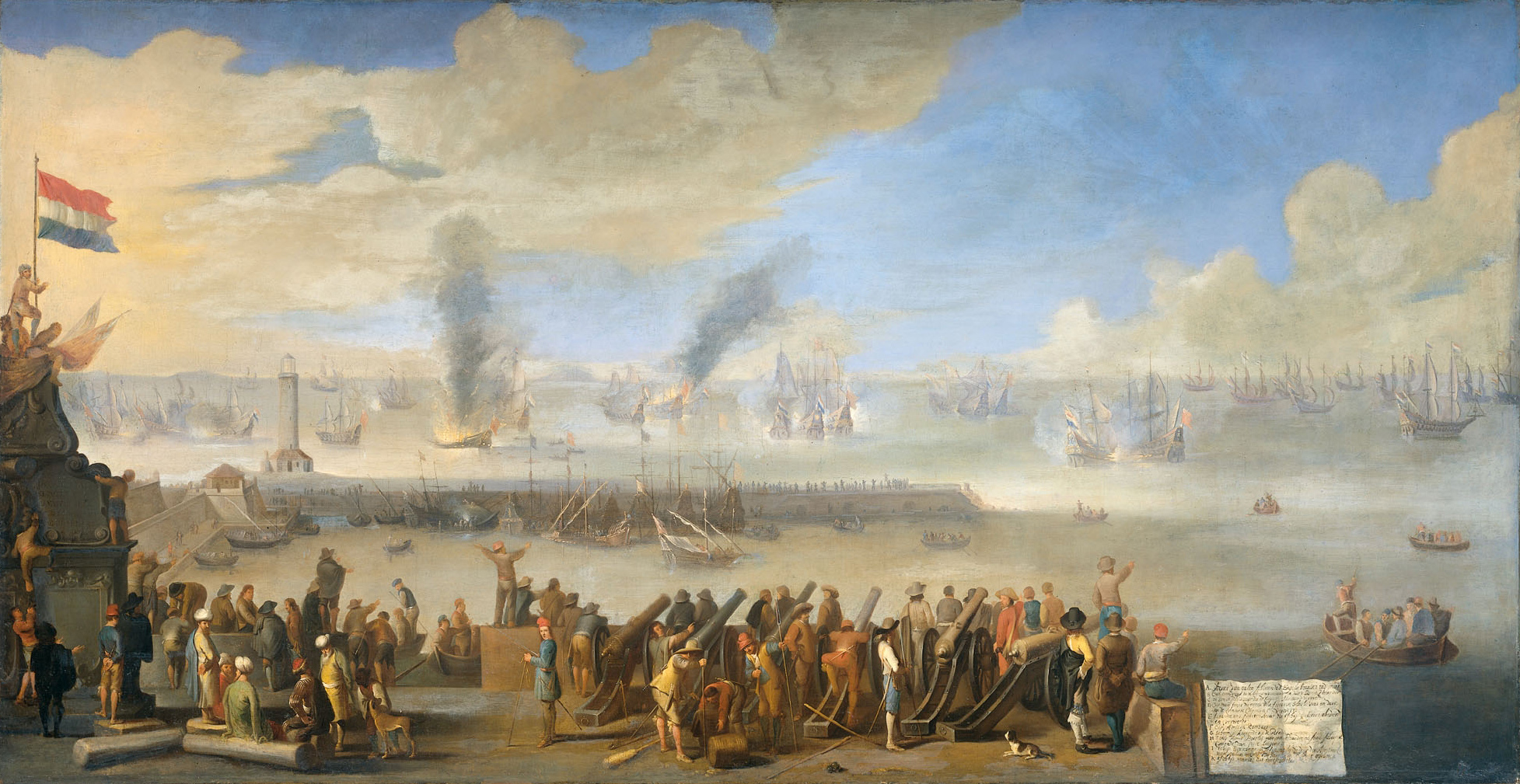
Mensen aan de wal kijken naar de Slag bij Livorno in 1653

In de jaren veertig van de 17de eeuw was Roothaes vermoedelijk actief in de koopvaardij met een eigen schip dat hij de Roode Haas had genoemd. In 1651, ingehuurd door de Admiraliteit van Amsterdam, voer hij met dit schip in de vloot van eerst Joris van Cats en daarna Jan van Galen die Noord-Afrikaanse zeerovers bestreed in de Middellandse Zee. Na het uitbreken van de Eerste Engelse Zeeoorlog in mei 1652 streed die vloot tegen de Engelsen.
Als gevolg van de Vrede van Munster in 1648, die een einde maakte aan de Tachtigjarige Oorlog en aan het Spaanse embargo uit 1621 op Nederlandse schepen, hadden de Nederlanders weer toegang gekregen tot de handel op Italië en de Levant. Door hun lage vrachtprijzen verdrongen zij snel de Engelsen, die in de tussentijd die handel waren gaan domineren. Deze rivaliteit mondde uit in de Slag bij Livorno op 14 maart 1653. De vloot van Van Galen had de rijkgeladen Engelse retourvloot uit Smyrna in het nauw gedreven bij de Italiaanse stad Livorno. Een Engels eskader dat te hulp kwam werd vervolgens verslagen. Hierbij schoot het schip van Roothaes samen met het vlaggenschip van Van Galen het Engelse schip Bonaventure in brand. Uiteindelijk werden drie Engelse schepen buitgemaakt en twee vernietigd. De Engelsen verdwenen hierna goeddeels uit de Middellandse Zee.
Na de dood van Van Galen, die in de zeeslag gewond was geraakt, en het vertrek van Cornelis Tromp en Jacob de Boer met de oorlogsschepen voerde Roothaes het bevel over de gewapende koopvaarders, hoewel hier twijfels over bestonden bij de vroedschap van Amsterdam. Deze achtte in september 1653 Roothaes 'wel een goedt eerlyck man, maer niet van soodanigen qualibre als de zaeck ende toestandt is vereyschende' en stelde voor Cornelis Tromp of anders Pieter de Bitter van de VOC er naar toe te sturen.
Roothaes moet dit gebrek aan vertrouwen hebben gelogenstraft, want in 1654 werd hij door de Admiraliteit beloond met een gouden keten met penning omdat hij vele malen blijk had gegeven van moed en beleid en met zijn tochtgenoten dertien Engelse schepen had veroverd.

## Goa

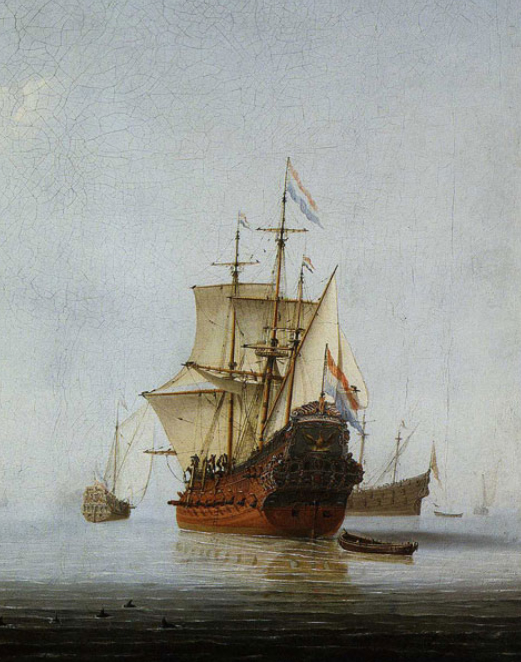
De Phoenix, het vlaggenschip van Roothaes in 1657/58

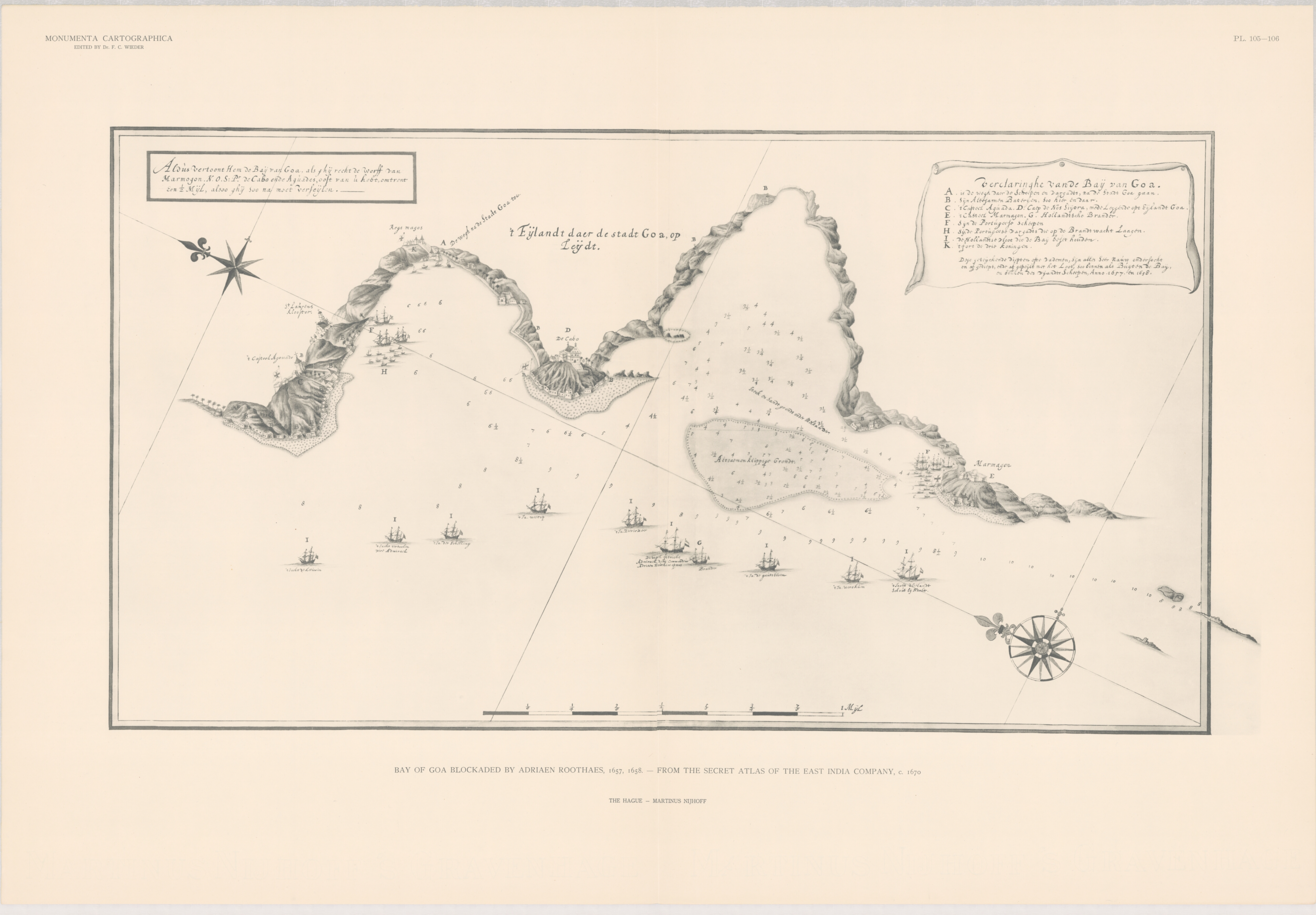
De vloot van Roothaes voor Goa in 1657/58. Kaart gemaakt rond 1667 naar een origineel van Roothaes zelf.

Kort daarna nam Roothaes dienst bij de VOC en vertrok in december 1654 als kapitein van het schip Phoenix naar Batavia, waar hij op 19 juni 1655 aankwam. In 1656 was hij commandeur van de vloot van Gerard Hulft bij de verovering van Colombo in Ceylon op de Portugezen. Pieter de Bitter was vice-commandeur. Roothaes zorgde er bij Tuticorin voor dat Portugese schepen uit Goa het belegerde Colombo niet konden bereiken.
In november zeilde hij met een vloot naar Goa om die stad te blokkeren. In mei 1657 ging hij via Galle in Ceylon weer terug naar Batavia, waar hij in juli aankwam. Drie dagen na zijn aankomst kreeg hij het bevel over de vloot die Goa in het seizoen '57/58 moest blokkeren, met Pieter de Bitter weer als vice-commandeur. Op 2 augustus vertrok de vloot van negen grote schepen, met Roothaes weer op de Phoenix, en in totaal 300 kanonnen en 900 zeelieden, naar Goa, gevolgd door Rijcklof van Goens met nog zeven schepen. Goa werd ieder jaar tijdens het vaarseizoen geblokkeerd om het de Portugezen onmogelijk te maken de stad over zee te bevoorraden vanuit Lissabon. Toen de vloot op 10 september bij Goa aankwam bleken echter net vijf dagen tevoren drie grote galjoenen uit Portugal de haven te zijn binnengelopen.
Terwijl Roothaes met een aantal schepen voor Goa bleef liggen ging Van Goens met het grootste deel van de vloot naar Ceylon om daar Mannar en Jaffna op de Portugezen te veroveren, en ze daarna zowel van de Coromandelkust als de Malabarkust te verdrijven. Deels om de peperhandel in handen te krijgen en deels om te voorkomen dat ze van daaruit zouden proberen Ceylon terug te veroveren. Van Goens was hiertoe als commissaris, admiraal en veldoverste van de westerkwartieren benoemd. Roothaes was onderbevelhebber.
Deze strategie werkte goed. In 1658 versloeg Roothaes een Portugese vloot die vanuit Goa naar het belegerde Jaffna wilde varen om de stad te ontzetten. Een van de grootste galjoenen, de San Tomas, werd in brand gezet. Het nieuws hierover was voor de Portugezen in Jaffna aanleiding om zich over te geven. Hiermee kwam een eind aan hun 150-jarige aanwezigheid op Ceylon.
In februari 1661 verzocht de oude koningin van Bijapur (grootmoeder van de sultan) de VOC-loge in Vengurla om vervoer voor haar overtocht naar Mocha. Zij ging op bedevaart. Roothaes kon eigenlijk geen schepen missen maar stelde het jacht Bantam ter beschikking.
Roothaes was in totaal vijf keer admiraal van de blokkadevloot, waarbij het vaak een race was tussen de schepen uit Portugal en die uit Batavia wie het eerst op de rede van Goa was. Daarna was het zaak de Portugezen te weerhouden hun door Van Goens aangevallen landgenoten in Ceylon te hulp te schieten. De blokkades door Roothaes waren een belangrijke factor in de verovering door de VOC van zowel het noorden van Ceylon als later van de Malabarkust van India op de Portugezen. Roothaes was daarbij niet zozeer een tactisch vlootvoogd maar een 'vechtcommandeur' die graag de aanval zocht. Een confrontatie met de vijand noemde hij een 'contredans met hem dansen'.

## Ceylon
In 1661 werd Roothaes benoemd tot commandeur van Galle, als opvolger van IJsbrand Godske, die had aangegeven terug naar Nederland te willen. Galle was de belangrijkste havenstad van Ceylon, met een garnizoen van zo'n 300 soldaten. Met zijn uitstekende fortificaties had deze stad 'onder Godes segen geen vijanden te vreesen'. Toen de gouverneur van Ceylon Adriaan van der Meijden in afwezigheid van Van Goens een vergeefse poging deed de Malabarkust te veroveren nam Roothaes diens gouverneurschap waar in Colombo. Rond deze tijd trouwde hij met Maria Winninx, een zus van Leonard Winninx. Ze zouden een zoon, Cesar, en enkele dochters krijgen.

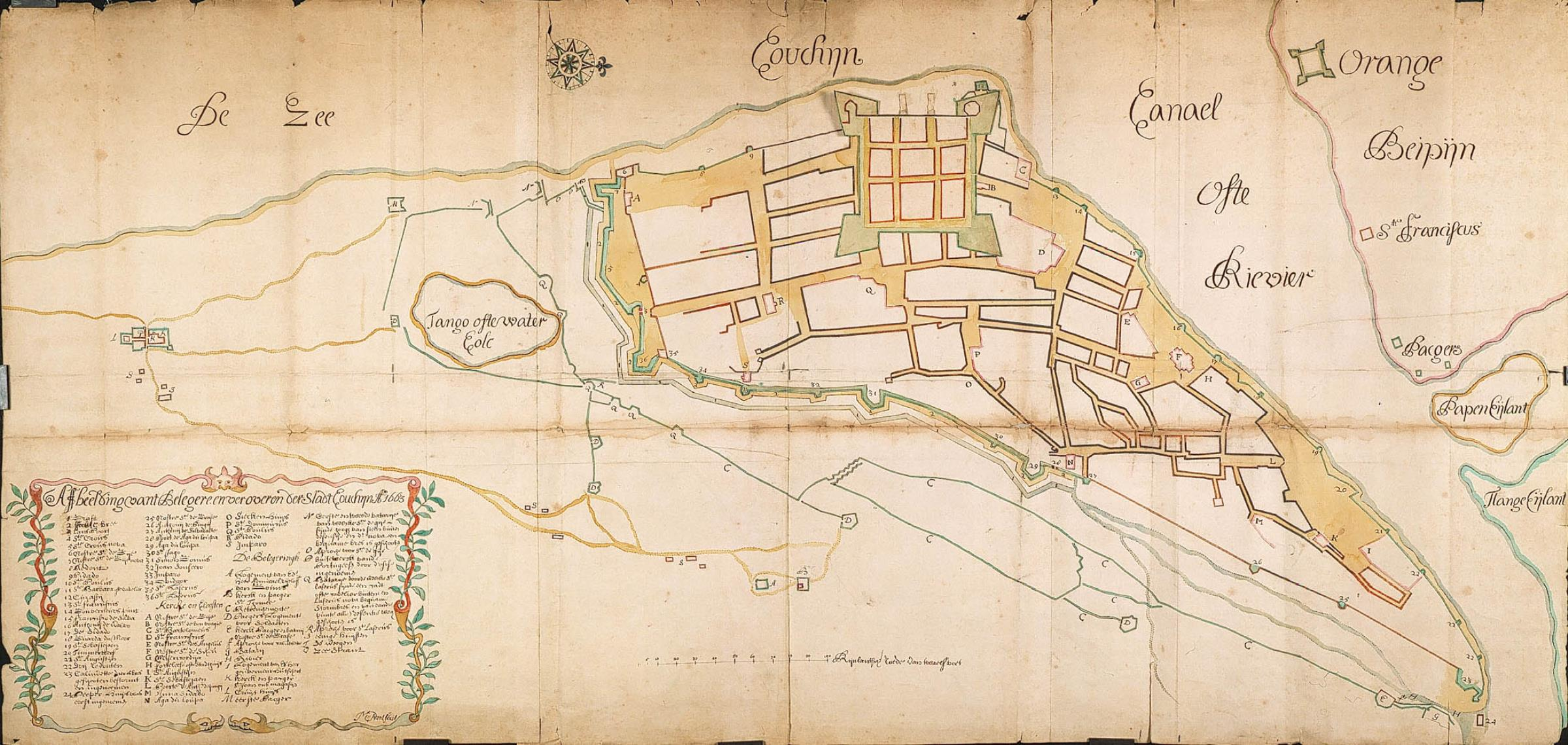
Kaart van Cochin bij de belegering in 1663

In 1662 nam hij deel aan de eerste belegering van Cochin door Van Goens, waarbij de stad van drie kanten werd belaagd. Vanuit zee door IJsbrand Godske, vanaf de rivier door Roothaes en vanuit het midden bij de San Thomaskerk door Van Goens. Zowel Van Goens als Roothaes ontsnapten hier aan de dood. Bij Van Goens ging een kogel door zijn haardos en een gouden haak van zijn hoed. Roothaes viel bijna ruggelings in een diepe put. Uiteindelijk moest men onverrichter zake terugkeren naar Ceylon omdat de moesson aanbrak. Cochin zou het jaar daarop alsnog worden veroverd.
Na het vertrek van Adriaan van der Meijden in 1663 nam Roothaes weer enige tijd het gouverneurschap waar. Ook vanaf november 1664 deed hij dat, toen Jacob Hustaert na een korte periode als gouverneur naar Batavia was vertrokken voordat de nieuwe gouverneur, Van Goens, was gearriveerd. Van Goens was ook naar Batavia gegaan en kwam begin 1665 pas terug.
In dat jaar stelde Roothaes zeilaanwijzingen op voor de tocht van Kaap de Goede Hoop naar India en Ceylon. Schepen konden daar het hele jaar door naar toe varen, maar van augustus tot en met januari moesten ze rond de 36 graden zuiderbreedte van de west-passaat gebruik maken, volgens de aanwijzingen van Roothaes, en in de rest van het jaar tussen de oostkust van Afrika en Madagaskar doorvaren. Tussen juni en september was het beter om in Tuticorin voor anker te gaan, omdat de kust van Ceylon dan gevaarlijk was. Mochten schepen de overtocht naar Galle toch wagen dan moesten ze zich houden aan de door Roothaes opgestelde instructies.

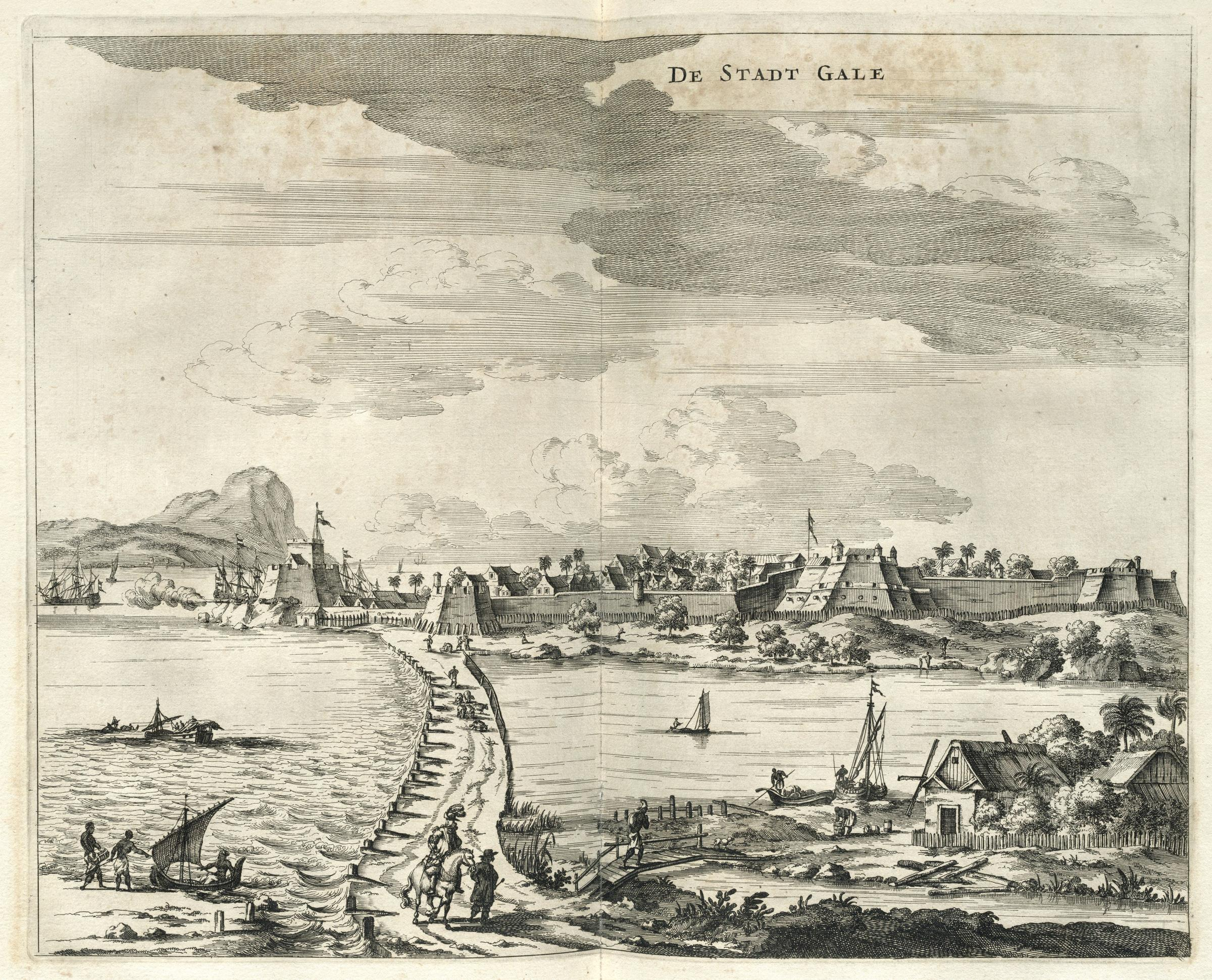
Galle rond 1672, met rechts de bastions Zon, Maan en Ster.

In 1667 voltrok zich een kleine ceremonie in Galle. De hernoeming van de drie grote bastions aan de landzijde van het fort naar de Zon, de Maan en de Ster, in plaats van de oude Portugese namen. Roothaes' vrouw en oudste dochter en de verloofde van Van Goens staken de lonten aan van kanonnen op de bastions om saluutschoten af te vuren.
Het jaar daarop werd door Roothaes het fort Batticaloa aan de oostkust weer in bezit genomen en een extra vestingwerk op een eilandje voor de kust gebouwd. Dit tot ergernis van Raja Singha II, de koning van het Singalese koninkrijk Kandy in het binnenland, die zich steeds meer ingesloten begon te voelen door de VOC. Ook het fort van Trincomalee was de jaren daarvoor versterkt en bezet met een garnizoen van 40 à 50 soldaten. Een poging van de VOC zich te vestigen in het dorp Kottiyar iets verderop werd gestaakt na protesten van de Singalezen.
In 1671 kwam het nieuws van een naderende Franse vloot, het Perzisch Eskader, dat voor de Franse Oost-Indische Compagnie een basis in Azië moest veroveren. Roothaes bood weer zijn diensten aan en werd bevelhebber van een vloot van Ceylonse schepen die de Fransen partij moest geven. Laurens Pijl was vice-bevelhebber en Johan Bax nam het commandeurschap van Galle waar. Batavia was zo ingenomen met Roothaes' aanbod dat men hem een salarisverhoging gaf.
De Franse vloot voer in januari 1672 vanuit Surat naar het zuiden langs de Malabarkust, die door de vloot van Roothaes werd verdedigd. De Fransen gingen geen gevecht aan maar voeren om India en Ceylon heen naar de baai van Kottiyar aan de oostkust van Ceylon. Hier begonnen ze met het bouwen van vestingwerken. De Ceylonse vloot blokkeerde daarop de baai, om bevoorrading over zee onmogelijk te maken. Ergens in deze periode is Roothaes ziek geworden en overleden. In ieder geval na 22 februari, toen hij nog een brief ondertekende, en vóór 1 juni, toen van Goens in de jaarlijkse missive aan de Heren XVII aan hem refereerde als 'd'Ed Roothaes saliger'.
Zijn zoon Cesar werd in januari van het jaar daarop als jong assistent in Ceylon aangenomen. Hij volgde een loopbaan die nogal afweek van dat van zijn vader, want in januari 1684 wordt hij als deelnemer in de begrafenisstoet van Cornelis Speelman in Batavia genoemd als 'de boekhouder Cesar Roothaas'.